# Yasiel Puig
Yasiel Puig Valdés (Cienfuegos, 7 de diciembre de 1990) es un beisbolista cubano que juega para El Águila de Veracruz de la Liga Mexicana de Béisbol.

## Trayectoria

### En Cuba
Inició en la práctica del béisbol a la edad de nueve años, y ya en el año 2008 lograba formar parte de la selección nacional de Cuba en categoría júnior que participó en el campeonato mundial de la ciudad de Edmonton, Canadá. En dicho torneo el equipo caribeño ganó la medalla de bronce, y Puig mostró un buen desempeño tanto al bate como en la defensa, que le mereció su incorporación al equipo de  Cienfuegos a la edad de diecisiete años.
Para la temporada 2010/11, las estadísticas del jugador en la serie nacional mostraban un promedio de bateo de ,330, con 17 cuadrangulares. Sin embargo, ese mismo 2011 intentó desertar del béisbol cubano mientras representaba a su país en el World Port Tournament de los Países Bajos, junto a Gerardo Concepción. Mientras este logró su propósito, Puig no pudo hacerlo, lo que le mereció la suspensión del deporte por parte de las autoridades deportivas.

### En los Estados Unidos
Yasiel intentó abandonar Cuba en varias ocasiones, sin éxito. De hecho, en cierta oportunidad estuvo cerca de lograrlo cuando tomó una embarcación hacia Haití, la cual fue detenida por la guardia costera estadounidense y posteriormente devuelta a las autoridades cubanas. Pese a todo, para junio del 2012 pudo arribar a México. Allí contactó al agente Carlos Torres, quien se movió para que el joven fuera observado por los cazatalentos estadounidenses. 
Pese a que no causó mayor impresión al inicio, pudo firmar un contrato por 42 millones de dólares por siete temporadas con la organización de los Dodgers, el acuerdo más oneroso para un pelotero cubano que ha desertado de su país. Inició su recorrido en las Ligas Menores con el equipo AZL Dodgers, y terminó la temporada con porcentaje de bateo de ,354 en la que también formó parte de Rancho Cucamonga de categoría "A".
Posteriormente, la organización le envió a Puerto Rico para jugar con los Indios de Mayagüez, donde bajó su rendimiento, aparte que parecía no poner interés en los entrenamientos. Sin embargo, de retorno a los Estados Unidos en el 2013, mejoró notablemente en la Liga del Cactus y ya era observado por el mánager de los Dodgers, Don Mattingly, quien le tenía como un buen prospecto con muchas habilidades por pulir. Para el caso, su bateo implacable y su cuerpo corpulento más propio de un jugador de fútbol americano, contrastaba con una deficiente defensiva, una manera descuidada de correr las bases y una conducta un tanto inmadura.

### Carrera en las Grandes Ligas

#### Temporada 2013
Para el refinamiento de su juego, los Dodgers le enviaron al equipo Chatanooga Lookouts de la categoría "AA". Para ese tiempo, la llegada del joven a las Grandes Ligas se veía complicada, dada la presencia de los jugadores Carl Crawford, Matt Kemp, y Andre Ethier en los jardines donde él se desempeñaba, pero la situación de los Dodgers en la temporada cambiaría su suerte.
Para el mes de junio, el equipo se encontraba en el último lugar de su división. Aparte, los tres peloteros estelares de los jardines se encontraban lesionados. Esta circunstancia propició que Puig fuera llamado al primer equipo para que tomara el jardín derecho. Su primer juego fue ante los San Diego Padres el 3 de junio, en el que encabezó el orden de bateo y rindió dos hits en cuatro turnos, y un par de jugadas destacadas a la defensiva con una victoria para los Dodgers de 2-1. El siguiente juego, siempre ante San Diego, bateó dos cuadrangulares e impulsó cinco carreras, con otra victoria angelina de 9-7. Al acumular 10 partidos en Las Mayores, tenía un porcentaje de bateo de 486 y cuatro cuadrangulares. Su ímpetu mostrado en el terreno de juego, en esos primeros encuentros, le generó palabras de encomio del mánager Don Mattingly, al decir que su estilo era contagioso, y su debut se comparó al de Manny Ramírez cuando llegó a Los Ángeles en el 2008.
Al finalizar junio, tenía ,436 de promedio de bateo más siete cuadrangulares y 16 carreras impulsadas, por lo que fue elegido como el mejor novato del mes. Además, su actuación levantó el ánimo decaído de los fanáticos de los Dodgers. Con la recuperación de los jugadores lesionados, el equipo comenzó a escalar las posiciones de la división, y ocupó el primer lugar de la misma el 22 de julio; a esto contribuyó el aporte ofensivo del mismo Yasiel, Hanley Ramírez, Adrián González, y Carl Crawford; más los lanzadores, Clayton Kershaw, Zack Greinke, y Kenley Jansen.
Para el mes de agosto su promedio de bateo fue de ,320 con ocho carreras impulsadas. Sin embargo, el asedio de la prensa comenzaba a incomodarle lo que provocó uno que otro roce debido a sus respuestas ásperas. Pese a todo, el 19 de septiembre los angelinos amarrar la división, a la que el cubano dio un notable contribución en lo que era su primera temporada. Sus números a la ofensiva terminaron con porcentaje de bateo de ,319, 19 cuadrangulares y 42 carreras impulsadas en 104 juegos.
Ya en postemporada logró un porcentaje de bateo de ,471 y dos carreras impulsadas contra Atlanta Braves por la Serie Divisional; y en la Serie de Campeonato contra St. Louis Cardinals fue de ,227 también con dos carreras empujadas, aunque de igual manera resaltaron tres errores cometidos en el sexto juego de esta serie, en el que su ansiedad le pasó factura.

#### Temporada 2014
En su segunda temporada en Las Mayores, Puig se alzó con el reconocimiento del mejor jugador del mes de mayo por la Liga Nacional al obtener un promedio de bateo de ,398, 25 carreras impulsadas, y ocho cuadrangulares. Además, en ese periodo bateó ocho juegos consecutivos con al menos un hit de extrabase y una carrera impulsada. Los Dodgers lograron avanzar a postemporada como campeones de la división oeste teniendo al cubano con el mejor promedio a la ofensiva del equipo  y octavo en la Liga (,298), aparte que se posicionó con el mayor número de asistencias para un outfielder con 15. Sin embargo, los angelinos cayeron en cuatro juegos al mejor de cinco ante los St. Louis Cardinals, serie en la que Puig fue ponchado ocho ocasiones en doce turnos al bate. Pese a todo, en el tercer juego bateó un triple y anotó una carrera en lo que parecía el despertar de su ofensiva, pero al siguiente juego el mánager Don Mattingly decidió dejarlo en la banca.